# Bill Moody
Pour les articles homonymes, voir Moody.
Ne doit pas être confondu avec William Alvin Moody.
Bill Moody, né le 27 septembre 1941 à Webb City, dans le Missouri et mort le 14 janvier 2018, aux États-Unis, est un écrivain, et un batteur de jazz américain, auteur de roman policier.

## Biographie
Il fait son service militaire de 1959 à 1963 dans la United States Air Force.
Batteur de jazz professionnel à partir de 1963, il obtient une réputation enviable et enregistre notamment avec Junior Mance, Maynard Ferguson, Jon Hendricks, Annie Ross, et Lou Rawls. Il joue pendant de nombreuses années en tant que musicien sur le Strip de Las Vegas et anime une émission de radio hebdomadaire au KUNV-FM. Il amorce tardivement des études supérieures à l'université du Nevada, où il obtient une maîtrise en 1987. Il enseigne en outre la création littéraire à l'université d'État de Sonoma.
En 1994, il publie son premier roman, Solo Hand, premier volume d'une série consacrée à Evan Horne, un détective dont les aventures se déroulent dans le milieu du jazz.

## Œuvre

### Romans

#### SérieEvan Horne
- Solo Hand (1994)
- Death of a Tenor Man (1995)
- The Sound of the Trumpet (1997)
- Bird Lives! (1998) Publié en français sous le titre Bird est vivant !, Paris, Payot & Rivages, coll. « Rivages/Noir » no 768, 2010  (ISBN 978-2-7436-2072-1)
- Looking for Chet Baker (2002) Publié en français sous le titre Sur les traces de Chet Baker, Paris, Payot & Rivages, coll. « Rivages/Noir » no 497, 2004  (ISBN 2-7436-1206-1)
- Shades of Blue (2008)
- Fade to Blue (2011)

#### Autres romans
- Czechmate: The Spy Who Played Jazz (2012)
- The Man in Red Square (2013)

### Recueil de nouvelles
- Mood Swings (2014)

### Autre ouvrage
- The Jazz Exiles (1993)